# Tramlijn Rotterdam - Spijkenisse
De tramlijn Rotterdam - Spijkenisse was een tramlijn op IJsselmonde. Vanuit station Rotterdam Rosestraat op de Kop van Zuid liep de lijn via Charlois, Rhoon, Poortugaal en Hoogvliet naar Spijkenisse.

## Geschiedenis
Op 1 oktober 1904 werd de lijn geopend door de Rotterdamsche Tramweg Maatschappij en hij speelde een belangrijke rol bij de ontsluiting van de Zuid-Hollandse Eilanden. In Spijkenisse gaf de lijn aansluiting op de tramlijnen naar Oostvoorne en Hellevoetsluis. De tram had de duistere bijnaam 't Moordenaartje vanwege de vele dodelijke ongelukken op de onbeveiligde overgangen.
Deze lijn werd als een van laatste Nederlandse streektrams opgeheven op 7 november 1965.

## Restanten/Herinneringen
- In de buurt van de Rosestraat zijn veel spoorwegtermen gebruikt voor nieuwe straatnamen. Destijds waren hier vele trein & tramsporen door de straten.
- Tussen de Rosestraat/Laan op Zuid en de Hellevoetstraat ligt nog altijd tramrails, maar dan wel van de RET. Gedeeltelijk reed en rijd tramlijn 2 daar. Destijds lag er ook nog een treinspoor naast het RTM-spoor, waardoor er 5 sporen naast elkaar lagen.
- Bij de Boergoensestraat kwam de RTM uit het parkje en kruiste RET-tramlijn 2, die toen rechtdoor reed.
- 7 jaar na de opheffing heeft tramlijn 2 in 1972 het deel tussen Wolphaertsbocht en de Kromme Zandweg overgenomen; die "oude trambaan" is er dus eigenlijk weer maar dan met normaalspoor en bovenleiding.
- Na de Kromme Zandweg is de oude baan nu grotendeels een voetpad, tot aan het Prikkebeenpad.
- Net voorbij de Korperweg is nog een dubbele trambrug aanwezig, zonder rails. Het vervolg is een vijver geworden.
- Over een groot gedeelte is oude route naast de Groene Kruisweg nu fietspad.
- Het stationsgebouw van Poortugaal is er nog en is nu horeca.
- Te Hoogvliet is het stationsgebouw nog aanwezig ('t Tramhuys). Het fietspad er voorlangs is de oude trambaan. Verderop ging die naar de linkerkant van de wegen naar de oude Spijkenisserbrug, en ook dat is nu grotendeels fietspad.
- Op de andere oever gaat de oude tramroute verder als Tramdijk. Verderop verwijst de Stationsstraat naar het voormalige tramstation. Het voormalige emplacement was nog decennialang als terrein zonder rails aanwezig. Het huidige fietspad leidt eromheen.
- Tussen de Hekelingse weg en de Baljuwlaan is de oude trambaan deels fietspad en deels de C. Velleriuslaan. Doodlopende weg. Om door te fietsen naar Hellevoetsluis dient men de Groene Kruisweg te volgen, en bij de rotonde het fietspad linksaf te nemen. Dit heet "Rtmbaan".
- De beide landhoofden, met delen van de oude Spijkenisserbrug over de Oude Maas, zijn nog aanwezig, maar zonder rails.

## Fotogalerij

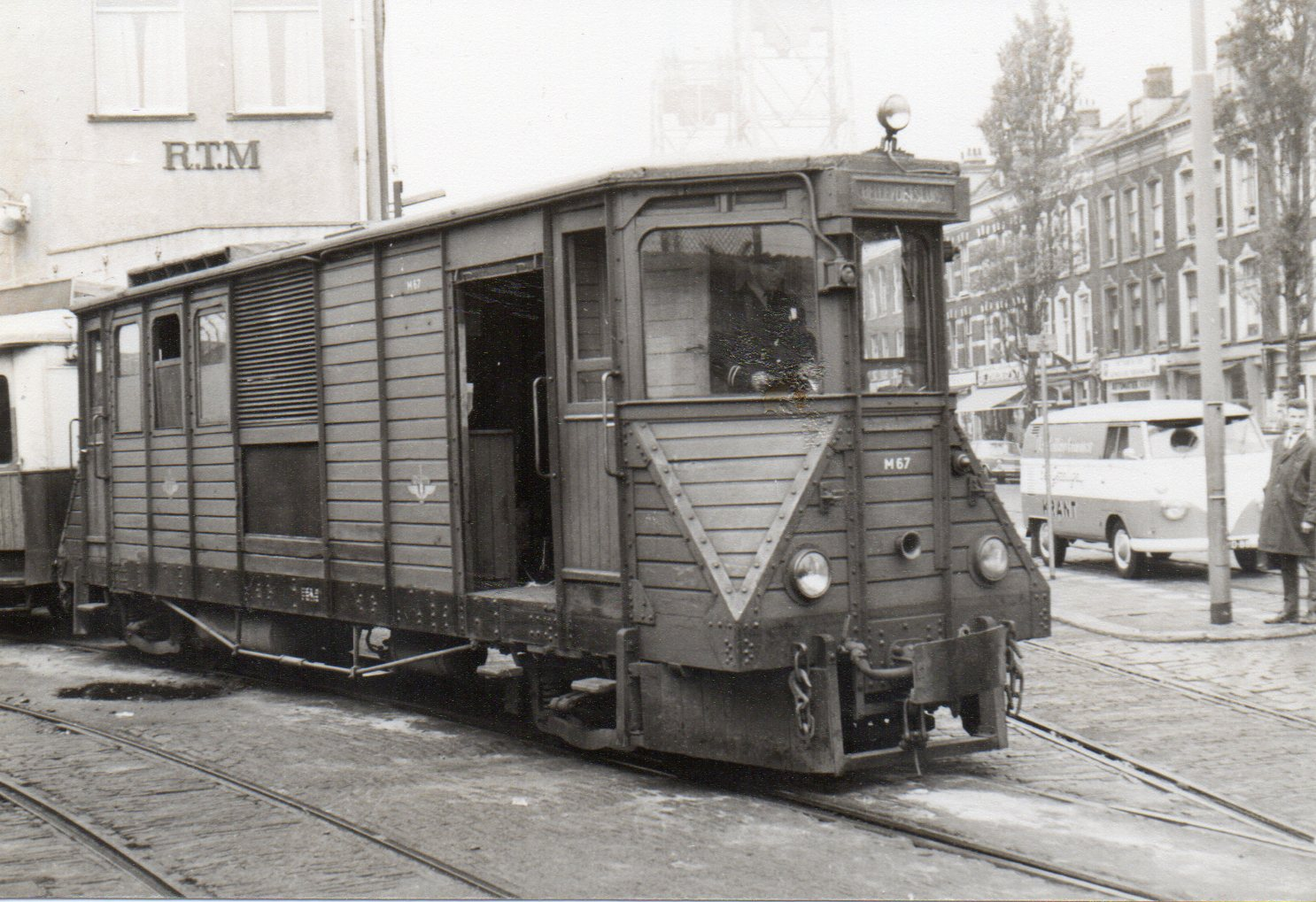
Motorwagen M67 aan de Rosestraat in Rotterdam in 1965
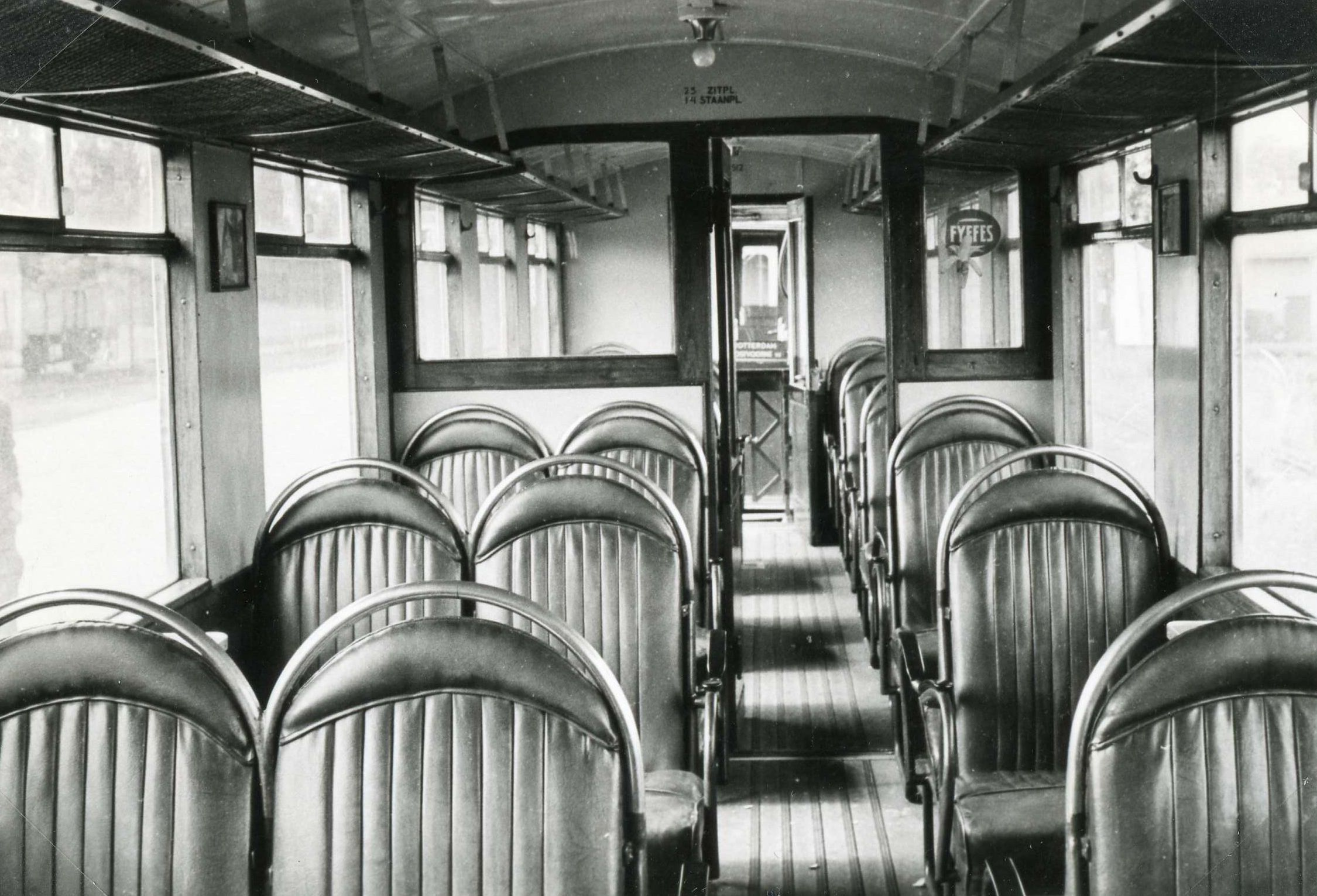
Interieur personenwagon tram Rotterdam-Spijkenisse 1964
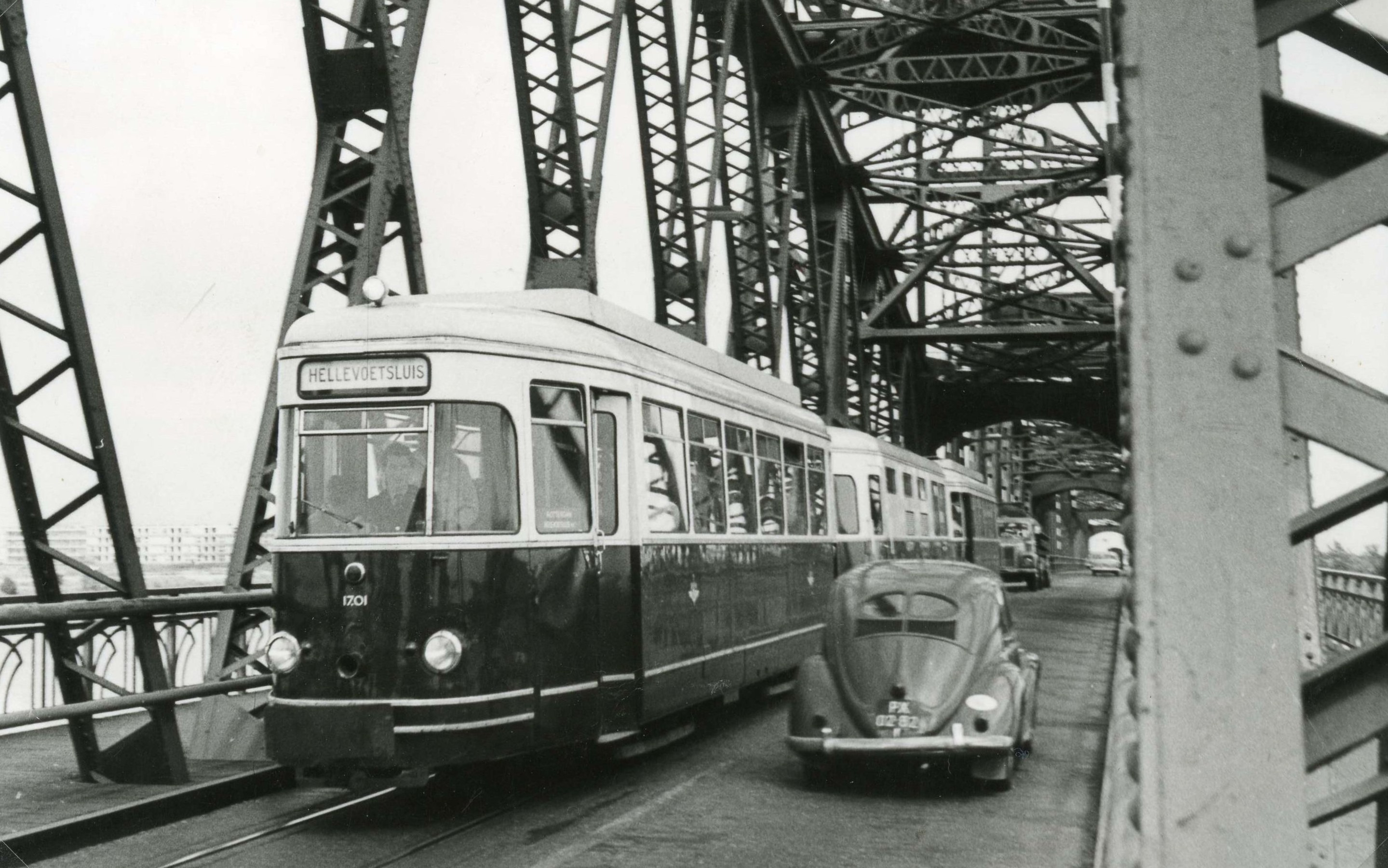
Tram op Spijkenisserbrug 1964
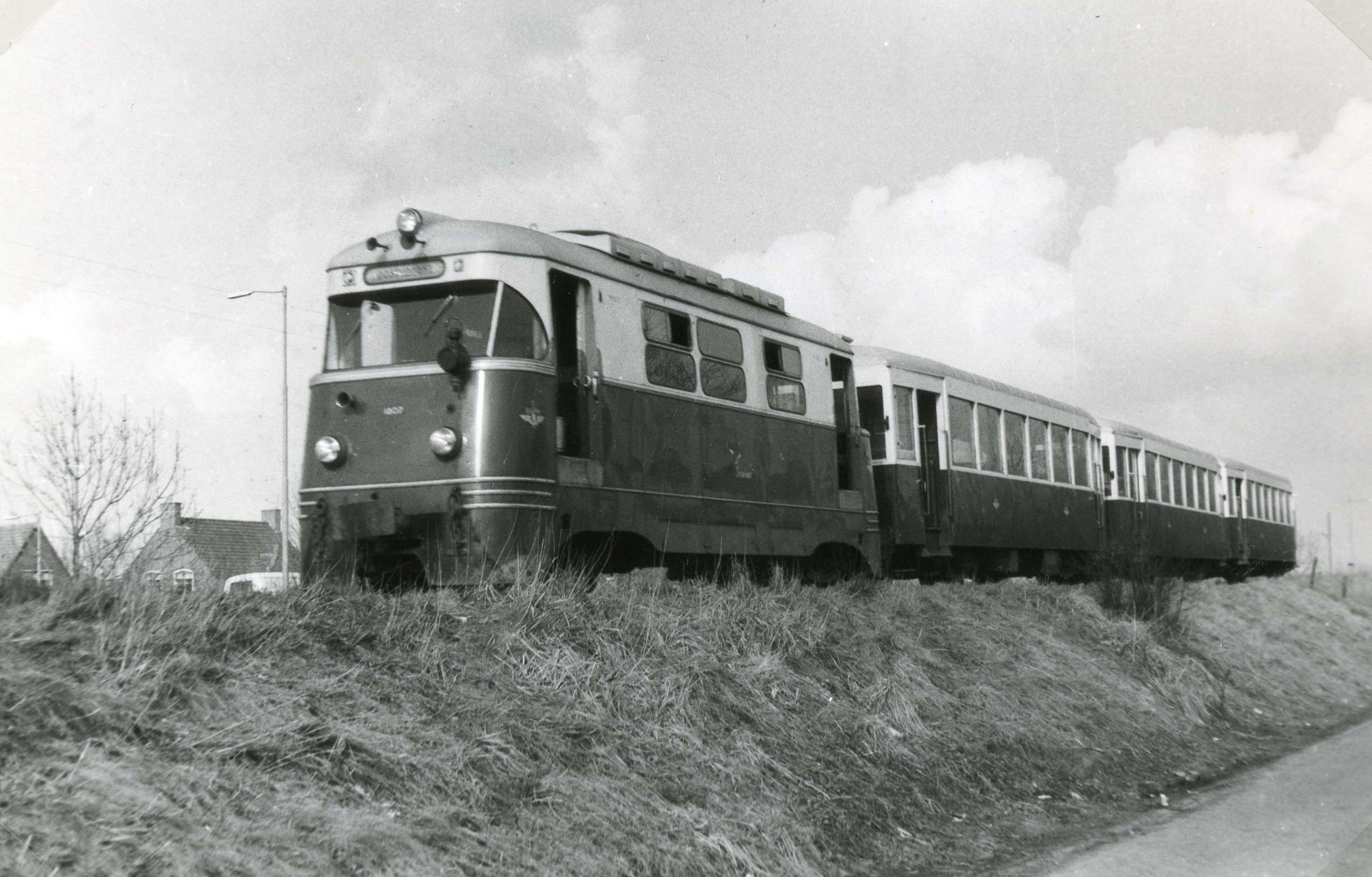
RTM-tram langs Molenpad richting Spijkenisse 1963
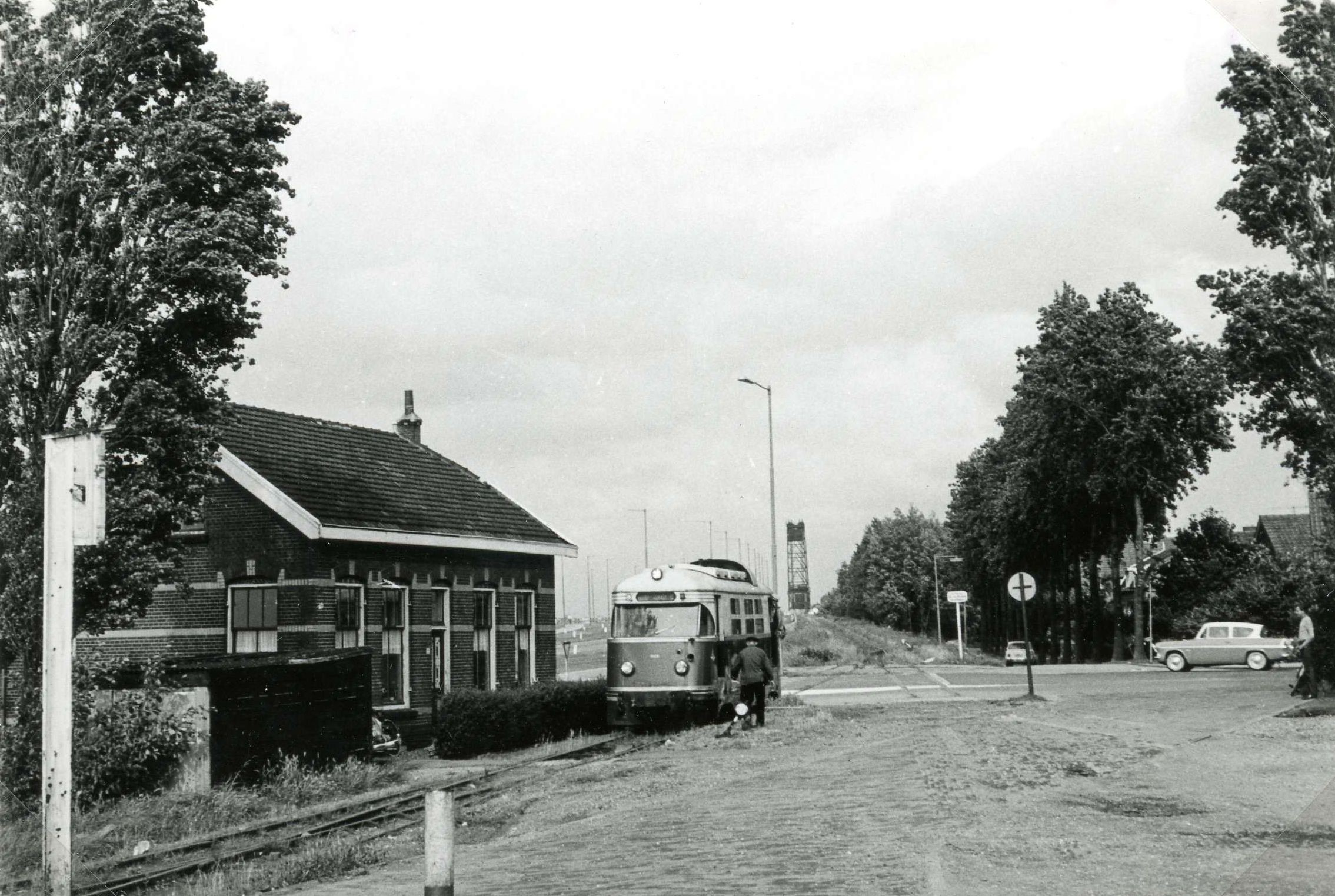
Nabij tramstation Spijkenisse 1966
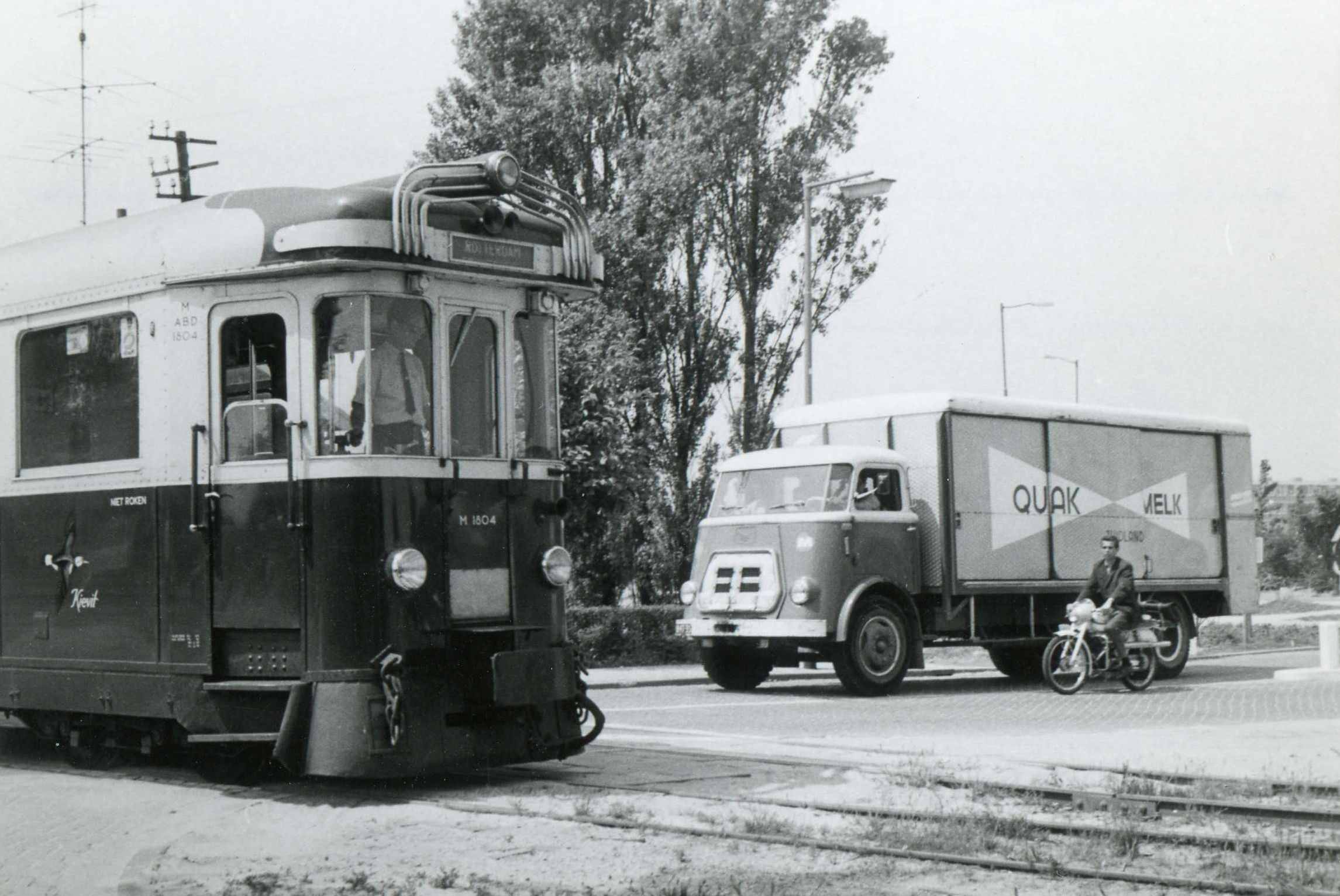
RTM-tram op weg naar Rotterdam 1964
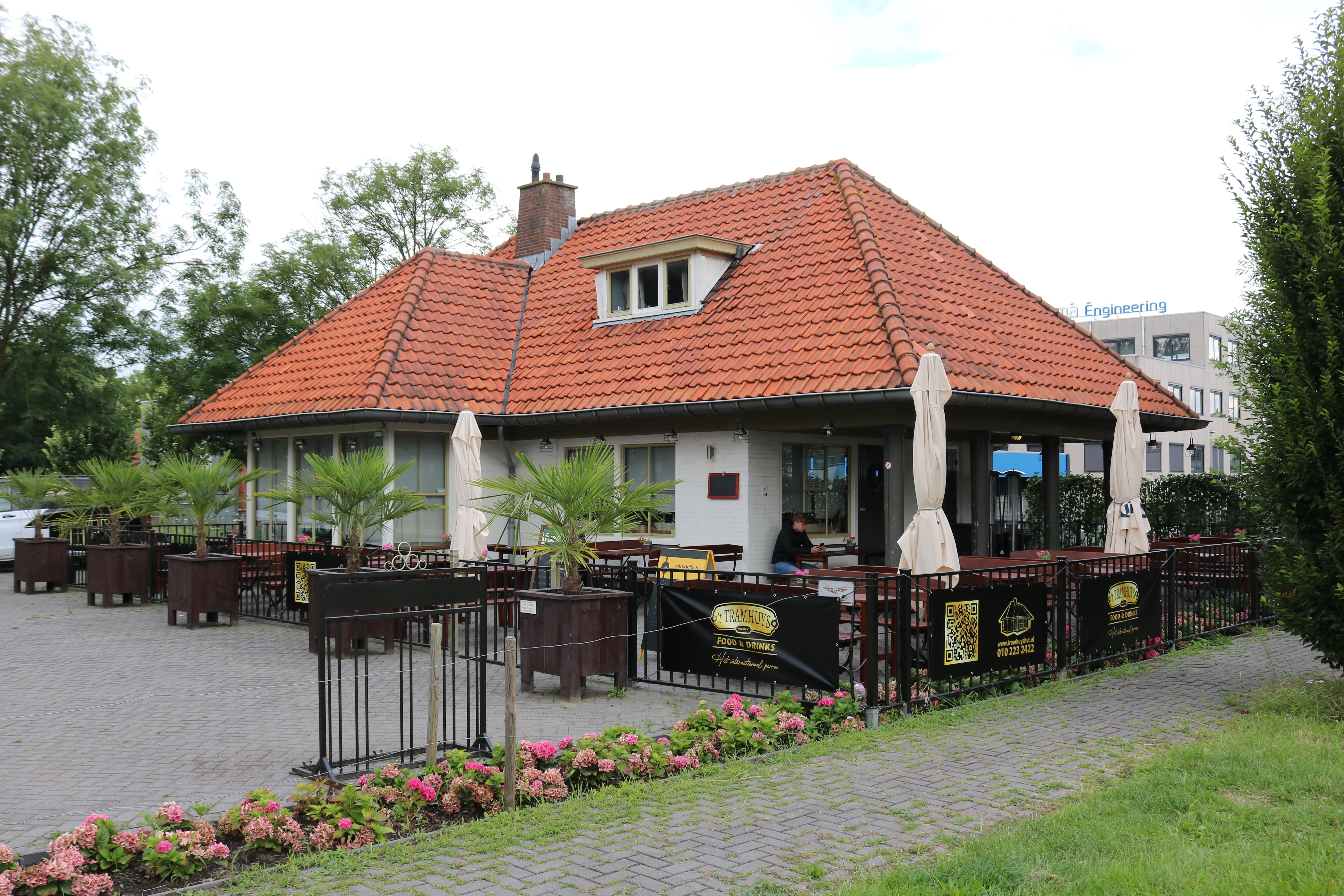
Voormalig tramstation van Hoogvliet
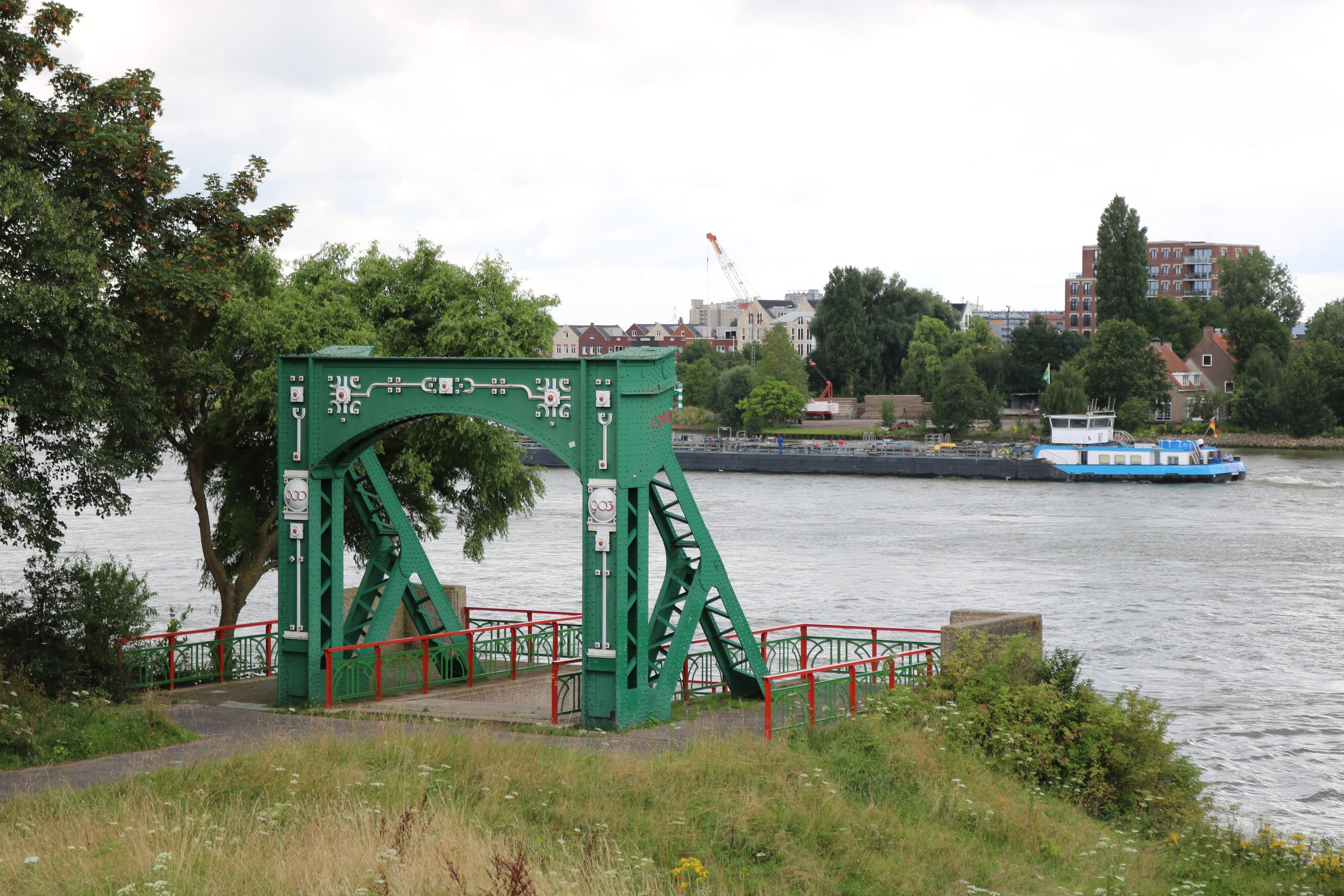
Landhoofd van de oude Spijkenisserbrug aan de Hoogvliet zijde

### Bron
- Inventarisatie-RTM.pdf (2008-2011, geraadpleegd februari 2023, gecontroleerd op actuele situatie)